# Santa Margalida
Santa Margalida (Catalan Santa Margarita) là một đô thị trên đảo Mallorca, thuộc quần đảo Baleares, Tây Ban Nha.